# Babcock & Wilcox
 (преслов. Бабкок и Вилкокс) је америчко предузеће за дизајн, производњу и сервис електричних генератора и реактора. Такође производи системе за контролу загађености. Термални генератори ове фирме, који су инсталирани широм света, производе више од 270.000„{{{1}}}”. Merriam-Webster Dictionary. у преко 90 земаља.